# Temporada 2017-18 da LNBP
A Temporada 2017-18 da Liga Nacional de Baloncesto Profesional é a 18ª edição da Liga Nacional de Baloncesto Profesional, máxima competição de clubes profissionais de basquetebol masculino do México. As partidas são disputadas em consonância com as regras da Federação Internacional de Basquetebol e organizadas pela LNPB.
São onze equipes que disputam a competição sendo que Barreteros de Zacatecas foram substituídos pelo Mineros de Zacatecas, Garzas de Plata de la UAEH e Indios de Ciudad Juárez optaram por não disputar esta temporada, dando lugar para Aguacateros de Michoacán e Capitanes de Ciudad de México.
A equipe do Fuerza Regia de Monterrey é a equipe que defende o título de campeão nacional na temporada anterior.

## Equipes participantes
| Clube                         | Localização      | Arena                                    | Capacidade |
| ----------------------------- | ---------------- | ---------------------------------------- | ---------- |
| Abejas de León                | León             | Domo de la Feria                         | 4.590      |
| Aguacateros de Michoacán      | Morelia          | Auditorio de Usos Múltiples de la UMSNH  | 3.500      |
| Santos de San Luis            | San Luis Potosí  | Auditorio General Miguel Barragán        | 3.972      |
| Capitanes de Ciudad de México | Cidade do México | Gimnasio Juan de la Barrera              | 5.243      |
| Correcaminos UAT Victoria     | Ciudad Victoria  | Gimnasio Multidisciplinario UAT Victoria | 2.200      |
| Fuerza Regia de Monterrey     | Monterrei        | Gimnasio Nuevo León                      | 4.200      |
| Libertadores de Querétaro     | Querétaro        | Auditorio General Arteaga                | 3.000      |
| Mineros de Zacatecas          | Zacatecas        | Gimnasio Profesor Marcelino González     | 3.500      |
| Panteras de Aguascalientes    | Aguascalientes   | Gimnasio Hermanos Carreón                | 3.000      |
| Soles de Mexicali             | Mexicali         | Auditorio del Estado                     | 4.426      |
| Toros de Nuevo Laredo         | Novo Laredo      | Polyforum Dr. Rodolfo Torre Cantú        | 5.224      |

## Calendário temporada regular
| Casa\Visitante | ABE    | AGU    | SAN    | CAP     | COR     | FUE    | LIB     | MIN     | PAN    | SOL     | TOR    |
| -------------- | ------ | ------ | ------ | ------- | ------- | ------ | ------- | ------- | ------ | ------- | ------ |
| Abejas         |        | 88-80  | 82-80  | 84-93   | 103-101 | 76-98  | 80-79   | 86-90   | 95-87  | 98-93   | 81-101 |
| Abejas         |        | 88-81  | 75-81  | 99-111  | 82-106  | 83-114 | 85-90   | 99-106  | 93-98  | 80-92   | 79-83  |
| Aguacateros    | 102-80 |        | 94-92  | 63-74   | 98-92   | 75-82  | 104-107 | 74-54   | 97-87  | 72-90   | 69-88  |
| Aguacateros    | 100-0  |        | 103-90 | 76-71   | 89-76   | 72-74  | 84-63   | 61-62   | 81-65  | 96-93   | 102-56 |
| Santos         | 109-99 | 77-79  |        | 99-94   | 96-92   | 89-80  | 99-96   | 96-86   | 84-95  | 87-86   | 88-85  |
| Santos         | 99-95  | 81-80  |        | 84-71   | 83-90   | 74-82  | 106-91  | 89-95   | 87-74  | 79-83   | 92-112 |
| Capitanes      | 105-96 | 74-79  | 79-74  |         | 81-86   | 70-62  | 114-88  | 84-86   |        | 98-91   | 91-72  |
| Capitanes      | 92-71  | 84-82  | 88-70  |         | 91-58   | 63-58  | 89-70   | 85-80   | 87-80  | 77-95   | 78-74  |
| Correcaminos   | 95-76  | 75-89  | 96-85  | 100-95  |         | 91-90  | 93-81   | 80-75   | 86-83  | 87-76   | 83-92  |
| Correcaminos   | 93-82  | 97-93  | 88-72  | 80-93   |         | 66-80  | 91-98   | 87-85   | 91-81  | 106-101 | 106-91 |
| Fuerza Regia   | 88-82  | 95-79  | 72-90  | 78-76   | 102-82  |        | 87-83   | 105-100 | 86-65  | 86-94   | 82-78  |
| Fuerza Regia   | 108-78 | 86-78  | 79-76  | 79-77   | 83-76   |        | 88-91   | 68-62   | 98-70  | 62-73   | 82-97  |
| Libertadores   | 80-93  | 86-100 | 69-70  | 87-103  | 97-105  | 80-72  |         | 94-103  | 97-88  | 72-96   | 68-93  |
| Libertadores   | 82-95  | 84-85  | 79-90  | 86-104  | 105-98  | 88-79  |         | 82-88   | 105-94 | 90-110  | 86-84  |
| Mineros        | 79-81  | 89-70  | 90-81  | 82-81   | 85-83   |        | 94-76   |         | 90-73  | 84-76   | 84-82  |
| Mineros        | 71-75  | 66-69  | 75-69  | 62-76   | 82-78   | 71-69  | 90-89   |         | 94-77  | 77-71   | 81-76  |
| Panteras       | 80-94  | 84-93  | 89-98  | 89-98   | 99-107  | 69-87  | 102-87  | 105-102 |        | 84-107  | 85-83  |
| Panteras       | 97-83  | 81-88  | 92-105 | 109-101 | 91-96   | 76-78  | 75-79   | 79-85   |        | 82-96   | 77-98  |
| Soles          | 74-77  | 74-77  | 85-86  | 93-72   | 105-82  | 75-67  | 109-94  | 84-77   | 95-79  |         | 76-77  |
| Soles          | 78-74  | 90-63  | 90-74  | 84-85   | 85-72   | 68-56  | 101-92  | 83-69   | 85-80  |         | 93-72  |
| Toros          | 91-88  | 68-74  | 89-85  | 77-83   | 79-80   | 87-86  | 94-78   | 99-104  | 97-80  | 83-73   |        |
| Toros          | 84-76  | 102-93 | 84-87  | 89-77   | 94-76   | 90-78  | 85-83   | 89-93   | 88-69  | 75-97   |        |

### Classificação Fase Regular
| Pos. | Clube        | J  | V  | D  | P+    | P-    | SP   | Pt | Classificação |
| ---- | ------------ | -- | -- | -- | ----- | ----- | ---- | -- | ------------- |
| 1    | Soles        | 40 | 26 | 14 | 3.576 | 3.220 | 356  | 66 | Playoffs      |
| 2    | Capitanes    | 40 | 26 | 14 | 3463  | 3243  | 220  | 66 | Playoffs      |
| 3    | Fuerza Regia | 40 | 25 | 15 | 3.312 | 3.125 | 187  | 65 | Playoffs      |
| 4    | Mineros      | 40 | 25 | 15 | 3.329 | 3.267 | 62   | 65 | Playoffs      |
| 5    | Aguacateros  | 40 | 23 | 17 | 3.344 | 3.245 | 99   | 63 | Playoffs      |
| 6    | Toros        | 40 | 22 | 18 | 3.438 | 3.342 | 96   | 62 | Playoffs      |
| 7    | Correcaminos | 40 | 22 | 18 | 3.535 | 3.554 | -19  | 62 | Playoffs      |
| 8    | Santos       | 40 | 19 | 21 | 3.408 | 3.489 | -81  | 59 | Playoffs      |
| 9    | Abejas       | 40 | 13 | 27 | 3.430 | 3.727 | -297 | 53 |               |
| 10   | Libertadores | 40 | 11 | 29 | 3.432 | 3.720 | -288 | 51 |               |
| 11   | Panteras     | 40 | 8  | 32 | 3.339 | 3.674 | -335 | 48 |               |

## Playoffs
|  | 6 - 15 de marzo | 6 - 15 de marzo | 6 - 15 de marzo |              |   | 18 - 29 de marzo | 18 - 29 de marzo | 18 - 29 de marzo |  |  | Finals | Finals | Finals |  |
|  |                 |                 |                 |              |   |                  |                  |                  |  |  |        |        |        |  |
|  | 1               | Soles           | 3               |              |   |                  |                  |                  |  |  |        |        |        |  |
|  | 1               | Soles           | 3               |              |   |                  |                  |                  |  |  |        |        |        |  |
|  | 8               | Santos          | 1               |              |   |                  |                  |                  |  |  |        |        |        |  |
|  | 8               | Santos          | 1               |              | 1 | Soles            | 4                |                  |  |  |        |        |        |  |
|  |                 |                 |                 |              | 1 | Soles            | 4                |                  |  |  |        |        |        |  |
|  |                 |                 | 5               | Aguacateros  | 2 |                  |                  |                  |  |  |        |        |        |  |
|  | 4               | Mineros         | 5               | Aguacateros  | 2 | 1                |                  |                  |  |  |        |        |        |  |
|  | 4               | Mineros         |                 |              |   |                  |                  |                  |  |  |        |        |        |  |
|  | 5               | Aguacateros     | 3               |              |   |                  |                  |                  |  |  |        |        |        |  |
|  | 5               | Aguacateros     | 3               |              | 1 | Soles            | 4                |                  |  |  |        |        |        |  |
|  |                 |                 |                 |              |   |                  |                  |                  |  |  |        |        |        |  |
|  |                 |                 | 2               | Capitanes    | 1 |                  |                  |                  |  |  |        |        |        |  |
|  | 2               | Capitanes       | 2               | Capitanes    | 1 | 3                |                  |                  |  |  |        |        |        |  |
|  | 2               | Capitanes       |                 |              |   |                  |                  |                  |  |  |        |        |        |  |
|  | 7               | Correcaminos    | 2               |              |   |                  |                  |                  |  |  |        |        |        |  |
|  | 7               | Correcaminos    | 2               |              | 2 | Capitanes        | 4                |                  |  |  |        |        |        |  |
|  |                 |                 |                 |              | 2 | Capitanes        | 4                |                  |  |  |        |        |        |  |
|  |                 |                 | 3               | Fuerza Regia | 1 |                  |                  |                  |  |  |        |        |        |  |
|  | 3               | Fuerza Regia    | 3               | Fuerza Regia | 1 | 3                |                  |                  |  |  |        |        |        |  |
|  | 3               | Fuerza Regia    |                 |              |   |                  |                  |                  |  |  |        |        |        |  |
|  | 6               | Toros           | 2               |              |   |                  |                  |                  |  |  |        |        |        |  |

### Campeões
| LNBP 2017-18 Campeões |
| --------------------- |
| Soles 3º Título       |

## Clubes mexicanos em competições continentais
| Clube        | Competição        | Resultado     |
| ------------ | ----------------- | ------------- |
| Fuerza Regia | Liga das Américas | Semifinalista |
| Soles        | Liga das Américas | 2ª Fase       |